# Antigen
Antigen (Ag) är en sammansättning av orden antibody generator och är vad man inom immunologin kallar ett kroppsfrämmande ämne som framkallar en reaktion hos immunförsvaret när det kommer in i organismen. Detta kroppsfrämmande ämne kan vara en kemisk substans, ett protein eller en kolhydrat. Denna reaktion leder till nybildning av antikroppar och rekrytering av vita blodkroppar som angriper antigenet. Vid autoimmuna sjukdomar bildar kroppen autoantikroppar mot friska eller fungerande vävnader eller kroppsstrukturer.

## Protein som antigen
Om antigenet är av typen protein finns det många möjliga ställen som en antikropp kan binda till det på. Varje enskilt ställe som en antikropp kan bindas till på ett protein kallas epitop. Det är antigenets form som avgör hur kroppen kommer att identifiera och sedan reagera till det, ändras den tredimensionella strukturen i molekylen ändras även egenskaperna eftersom det bildas nya epitoper.

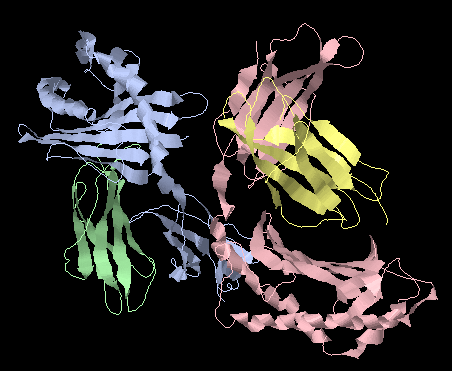
CD1 antigen

## Bindning till antikropp
Den del av det kroppsfrämmande ämnet som binder till antikroppen måste vara relativt stabilt för att det ska kunna bindas tillräckligt starkt till antikroppen. Är den inte det kommer det inte bildas tillräckligt många bindningar för att hålla kvar antigenet på plats, vilket resulterar i att antigenet glider bort från antikroppen. Det bildas inte tillräckligt många bindningar om antigenet är instabilt eftersom det då rör sig för mycket för att det ska hinna bildas stabila bindningar mellan antigenet och antikroppen.
De två ändarna av en antikropp innehåller grupper av aminosyror som binder till antigenet med hjälp av olika sorters bindningar. Dessa bindningar är vätebindningar, dipol|-bindningar samt Van der Waals-bindningar. Om antigenet är en epitop fäster vätebindningarna i de peptidbindningar som håller ihop aminosyrorna i proteinet. Om aminosyrorna i antikroppen inte kan binda till tillräckligt många punkter i antigenet kommer antigenet att glida vidare eftersom den inte fastnar tillräckligt snabbt i antikroppen. Detta sker eftersom nettobindningen mellan antigenet och antikroppen är för låg. Det kan alltså bildas bindningar mellan de olika substanserna men om det inte är tillräckligt många och tillräckligt starka kommer de inte stanna som en enhet och således åka isär. Detta innebär att alla antikroppar inte kan bindas till alla antigen. Därför producerar kroppen nya antikroppar när det upptäcker nya antigen.
Om antigenet är av typen protein är det bara en väldigt liten sekvens av proteinets yta som binder till antigenet. Den del som ska binda till antikroppen omfattar bara några enstaka sammankopplade molekyler i storlek. Dessa molekyler behöver inte sitta ihop med varandra. Innebörden av detta är att det bara är proteinets yta som är av intresse när en epitop binder till en antikropp. Det kan alltså vara en lång kedja med många molekyler som blivit veckat så att de inte befinner sig på proteinets yta, utan ligger inneslutet i proteinet.

## Hapten
Vissa antigen är så pass små att de inte blir upptäckta när de stöter ihop med en antikropp. För att de ska bli upptäckta och således kunna reagera med en antikropp måste det öka i storlek. Detta görs genom att antigenet binds till en större molekyl som sedan läses av. Denna process när en liten antigen binds till en molekyl för att bli upptäckt kallas hapten. Ofta är det kemiska substanser som behöver göra detta.
En antikropp binder alltid till samma sorts antigen i båda sina ändar. Detta eftersom när antikroppen produceras är den utformad för att binda till det utvalda antigenet.
Ett ämne som är antigent har en förmåga att binda till en antikropp. Det behöver däremot inte betyda att det framkallar en immunreaktion om den väl binds utan möjligheten finns att den bara fäster och blockerar för andra antigen att fästa vid antikroppen.
Antigener på människoceller kallas HLA-antigen, vilka spelar roll för en rad sjukdomar.

## Privat antigen
Privata antigen förekommer hos mindre än 0,1 % av befolkningen. Dessa orsakar endast problem när en person upprepade gånger får blod från person med det privata antigenet.

## Grupper av antigener[5]
- Allergener
- Antigen-antikroppskomplex
- Arkeantigener
- Bakteriella antigener
- Antigener, dermatophagoides
- Svampantigener
- Maskantigener
- Heterofila antigener
- Tumörantigener
- Cellkärneantigener
- Växtantigener
- Protozoiska antigener
- Ytantigener
- T-celloberoende antigener
- Virusantigener
- Autoantigener
- Epitoper
- Isoantigener
- Superantigener
- Vacciner